# Julie Anne Peters
Julie Anne Peters (Jamestown, 16 gennaio 1952 – Wheat Ridge, 21 marzo 2023) è stata una scrittrice statunitense.

## Biografia
Julie Anne Peters nacque a Jamestown, New York, il 16 gennaio 1952. Quando lei aveva cinque anni, la sua famiglia si trasferì in Colorado, nei sobborghi di Denver. Aveva un fratello, John, e due sorelle, Jeanne e Susan.
Laureata in Storia dell'Arte, insegnò per un anno alle elementari, rendendosi poi conto che quella non era la carriera adatta a lei.
Conseguì quindi una seconda laurea, in Gestione Informatica e, per i successivi dieci anni, lavorò come analista di sistemi informatici, programmatrice e ricercatrice. Anche il campo dei computer, però "non era il campo giusto per lei".
A questo punto, Julie Anne Peters iniziò a scrivere, dedicandosi alla lettura per bambini e ragazzi. Le sue pubblicazioni includono Define "Normal" (2000), Keeping you a secret (2003) e Far form Xanadu (2005).
Il suo libro Luna, è stato pubblicato in Italia dalla casa editrice Giunti, incluso nella collana per giovani adulti, Y.

## Vita privata
Julie Anne Peters visse con la sua partner, Sherri Leggett, a Lakewood, in Colorado.

## Pubblicazioni
Per ragazzi dai 12 anni in su
- Define 'Normal' (2000)
- Luna (2004)
- Keeping You a Secret (2005)
- Far from Xanadu (2005)
- Between Mom and Jo (2006)
- grl2grl (2007)
- Rage: A Love Story (2009)

Per bambini fino ai 9 anni
- Risky Friends (1993)
- How Do You Spell Geek? (1996)
- Revenge of the Snob Squad (1998)
- Love Me, Love My Broccoli (1999)
- Romance of the Snob Squad (2000)
- A Snitch in the Snob Squad (2001)

Per bambini fino ai 6 anni
- The Stinky Sneakers Contest (1994)
- B.J.'s Billion Dollar Bet (1995)

## Prossime pubblicazioni
L'uscita di By the Time You Read This I'll Be Dead è programmata per il 2010.